# Hymenoxys subintegra
Hymenoxys subintegra là một loài thực vật có hoa trong họ Cúc. Loài này được Cockerell mô tả khoa học đầu tiên năm 1904.